# Sutta Nipata
El Sutta Nipāta (Abreviado como Sn) literalmente sección de suttas, es una escritura budista, una colección de suttas del Khuddaka Nikaya, parte del Sutta Pitaka del Canon pali del budismo theravada. Sutta Nipata es una colección de discursos de Buda. Es parte del budismo temprano o pre-doctrinal de la literatura budista. Chalmers explica que sutta significa un hilo consecutivo de enseñanza y Oldenberg explicó que nipata denota una pequeña colección.

## Antigüedad

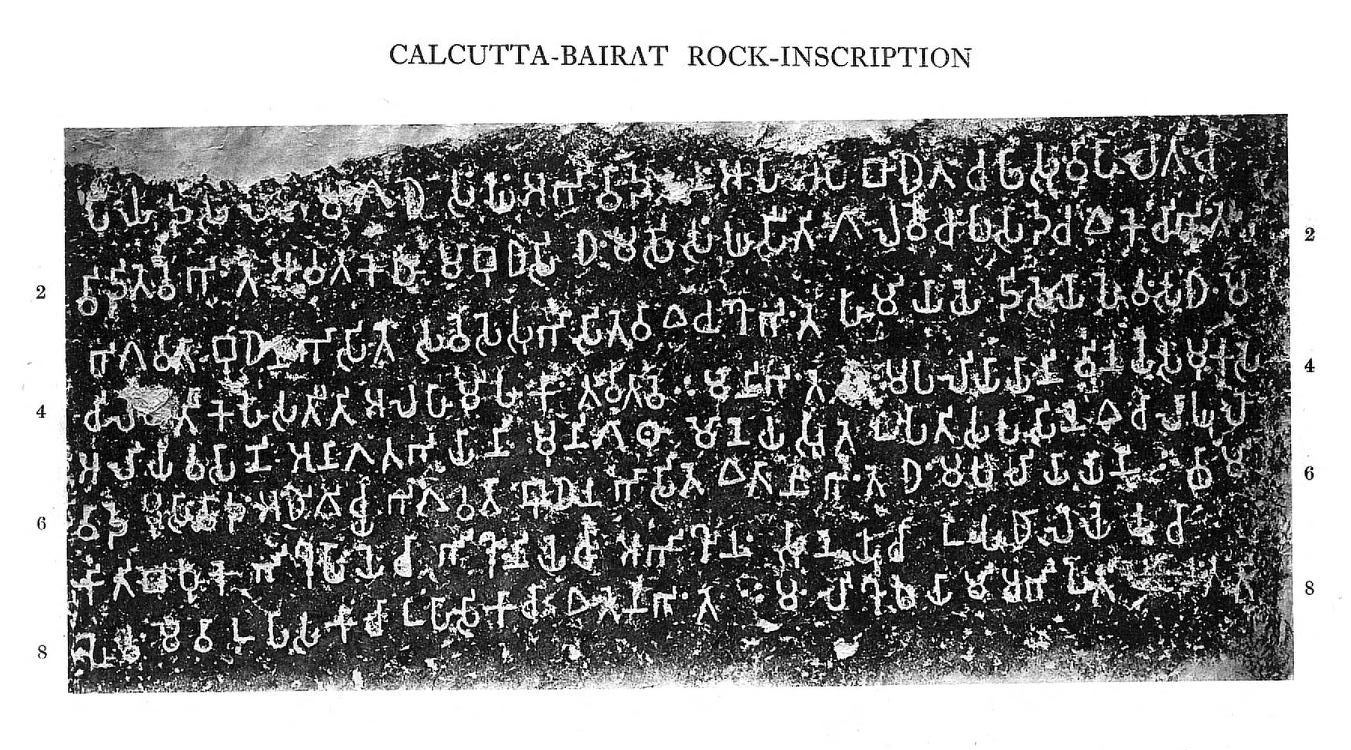
Inscripción en la roca Calcuta-Bairat

Chalmers dice que los materiales del Sutta Nipata no son de igual antigüedad, pero que contiene algunas de las composiciones budistas más antiguas. Bharat Singh Upadhyaya, Maurice Winternitz, y Hajime Nakamura son otros destacados eruditos budistas que consideran que su poesía se originó en los inicios del budismo. En el propio canon se incluye un comentario sobre el Sutta Nipata, llamado Niddesa, que señala la antigüedad del texto. La inscripción Bhabru o Calcuta-Bairat de Ashoka también menciona muchos textos de esta escritura.

## Secciones
El Sutta Nipāta se divide en cinco secciones:
Uraga Vagga ("El capítulo de la serpiente")
| Número  | Título en pali       | Título en español                         | Título en inglés                           |
| ------- | -------------------- | ----------------------------------------- | ------------------------------------------ |
| Sn I.1  | Uraga sutta          | "La serpiente"                            | "The Serpent"                              |
| Sn I.2  | Dhaniya sutta        | "Discurso a Dhaniya"                      | "Discourse to Dhaniya"                     |
| Sn I.3  | Khaggavisāṇa sutta   | "El rinoceronte"                          | "The Rhinoceros"                           |
| Sn I.4  | Kasibharadvaja sutta | "Brahmán Kasibharadvaj"                   | "Brahman Kasibharadvaj"                    |
| Sn I.5  | Cunda sutta          | "Discurso a Cunda"                        | "Discourse to Cunda"                       |
| Sn I.6  | Parabhava sutta      | "La caída"                                | "Downfall"                                 |
| Sn I.7  | Vasala sutta         | "Los marginados"                          | "The Outcast"                              |
| Sn I.8  | Metta sutta          | "Amor universal"                          | "Loving-Kindness"                          |
| Sn I.9  | Hemavata sutta       | "Discurso a Hemvata"                      | "Discourse to Hemvata"                     |
| Sn I.10 | Āḷavaka sutta        | "Discurso a Yakkha Alavaka"               | "Discourse to Yakkha Alavaka"              |
| Sn I.11 | Vijaya sutta         | "Discurso sobre la desilusión del cuerpo" | "Discourse on Disillusionment of the Body" |
| Sn I.12 | Muni sutta           | "Discurso sobre el sabio"                 | "Discourse on the Sage"                    |

Cūla Vagga ("El capítulo menor")
| Número   | Título en pali           | Título en español                 | Título en inglés                |
| -------- | ------------------------ | --------------------------------- | ------------------------------- |
| Sn II.1  | Ratana sutta             | "Discurso sobre los tres tesoros" | "Discourse on Three Treasures"  |
| Sn II.2  | Āmaghanda sutta          | "Carroña"                         | "Carrion"                       |
| Sn II.3  | Hiri sutta               | "Discurso sobre la amistad"       | "Discourse on Friendship"       |
| Sn II.4  | Mahāmaṅgala sutta        | "La gran Bendición"               | "Great Blessing"                |
| Sn II.5  | Sūciloma sutta           | "Discurso sobre Yakkha Suciloma"  | "Discourse on Yakkha Suciloma"  |
| Sn II.6  | Dhammacariya sutta       | "Conducta justa"                  | "Righteous Conduct"             |
| Sn II.7  | Brāhmaṇadhammika sutta   | "La tradición de los brahmanes"   | "The Tradition of the Brahmins" |
| Sn II.8  | Nava sutta               | "El barco"                        | "The Boat"                      |
| Sn II.9  | Kiṃsīla sutta            | "¿Qué buen comportamiento?"       | "What Good Behavior?"           |
| Sn II.10 | Uṭṭhāna sutta            | "¡Levántense!"                    | "Arouse Yourselves!"            |
| Sn II.11 | Rahula sutta             | "Discurso a Rahula"               | "Discourse to Rahula"           |
| Sn II.12 | Vaṅgīsa sutta            | "Discurso a Vangisa"              | "Discourse to Vangisa"          |
| Sn II.13 | Sammāparibbājanīya sutta | "Deambulación adecuada"           | "Proper Wandering"              |
| Sn II.14 | Dhamika sutta            | "Vida correcta del mendicante"    | "Correct Life of the Mendicant" |

Mahā Vagga ("El gran capítulo")
| Número    | Título en pali            | Título en español                    | Título en inglés                       |
| --------- | ------------------------- | ------------------------------------ | -------------------------------------- |
| Sn III.1  | Pabbajja sutta            | "La salida"                          | "The Going Forth"                      |
| Sn III.2  | Padhana sutta             | "Esforzarse"                         | "Striving"                             |
| Sn III.3  | Subhasita sutta           | "Bien hablado"                       | "Well Spoken"                          |
| Sn III.4  | Sundarikabhāradvāja sutta | "Discurso a Bharadvaja de Sundarika" | "Discourse to Bharadvaja of Sundarika" |
| Sn III.5  | Magha sutta               | "Discurso a Magha"                   | "Discourse to Magha"                   |
| Sn III.6  | Sabhiya sutta             | "Discurso a Sabhiya"                 | "Discourse to Sabhiya"                 |
| Sn III.7  | Sela sutta                | "Discurso a Sela"                    | "Discourse to Sela"                    |
| Sn III.8  | Salla sutta               | "El dardo"                           | "The Dart"                             |
| Sn III.9  | Vāseṭṭha sutta            | "Discurso a Vasettha"                | "Discourse to Vasettha"                |
| Sn III.10 | Kokalika sutta            | "Discurso al calumniador Kokaliya"   | "Discourse to Slanderer Kokaliya"      |
| Sn III.11 | Nalaka sutta              | "Discurso a Nalaka"                  | "Discourse to Nalaka"                  |
| Sn III.12 | Dvayatānupassanā sutta    | "Contemplación de las díadas"        | "Contemplation of Dyads"               |

Atthaka Vagga "El capítulo de las octadas"
| Número   | Título en pali      | Título en español                             | Título en inglés                      |
| -------- | ------------------- | --------------------------------------------- | ------------------------------------- |
| Sn IV.1  | Kama sutta          | "Placeres sensuales"                          | "Sensual Pleasures"                   |
| Sn IV.2  | Guhaṭṭhaka sutta    | "La Octada en la Cueva"                       | "The Octad on the Cave"               |
| Sn IV.3  | Duṭṭhaṭṭhaka sutta  | "La Octada sobre lo hostil"                   | "The Octad on the Hostile"            |
| Sn IV.4  | Suddhaṭṭhaka sutta  | "La Octada de los Puros"                      | "The Octad on the Pure"               |
| Sn IV.5  | Paramatthaka sutta  | "La Octada sobre el Supremo"                  | "The Octad on the Supreme"            |
| Sn IV.6  | Jara sutta          | "Vejez"                                       | "Old Age"                             |
| Sn IV.7  | Tissametteyya sutta | "Discurso a Tissametteya"                     | "Discourse to Tissametteya"           |
| Sn IV.8  | Pasura sutta        | "Discurso a Pasura"                           | "Discourse to Pasura"                 |
| Sn IV.9  | Magandiya sutta     | "Discurso a Magandiya"                        | "Discourse to Magandiya"              |
| Sn IV.10 | Purabheda sutta     | "Antes de la ruptura"                         | "Before the Breakup"                  |
| Sn IV.11 | Kalahavivāda sutta  | "Peleas y disputas"                           | "Quarrels and Disputes"               |
| Sn IV.12 | Culaviyūha sutta    | "El discurso más pequeño sobre el despliegue" | "The Smaller Discourse on Deployment" |
| Sn IV.13 | Mahāviyūha sutta    | "El gran discurso sobre el despliegue"        | "The Greater Discourse on Deployment" |
| Sn IV.14 | Tuvaṭaka sutta      | "Rápidamente"                                 | "Quickly"                             |
| Sn IV.15 | Attadaṇḍa sutta     | "Uno que ha tomado la vara"                   | "One Who Has Taken Up the Rod"        |
| Sn IV.16 | Sāriputta           | "Discurso a Sariputta"                        | "Discourse to Sariputta"              |

Parayana Vagga ("El capítulo sobre el camino más allá")
| Número       | Título en pali            | Título en español                 |
| ------------ | ------------------------- | --------------------------------- |
| Introducción |                           |                                   |
| Sn V.1       | Ajitamāṇavapucchā         | "Las preguntas de Ajita"          |
| Sn V.2       | Tissametteyyamāṇavapucchā | "Las preguntas de Tissa Metteyya" |
| Sn V.3       | Puṇṇakamāṇavapucchā       | "Las preguntas de Puṇṇaka"        |
| Sn V.4       | Mettagūmāṇavapucchā       | "Las preguntas de Mettagū"        |
| Sn V.5       | Dhotakamāṇavapucchā       | "Las preguntas de Dhotaka"        |
| Sn V.6       | Upasīvamāṇavapucchā       | "Las preguntas de Upasīva"        |
| Sn V.7       | Nandamāṇavapucchā         | "Las preguntas de Nanda"          |
| Sn V.8       | Hemakamāṇavapucchā        | "Las preguntas de Hemaka"         |
| Sn V.9       | Todeyyamāṇavapucchā       | "Las preguntas de Todeyya"        |
| Sn V.10      | Kappamāṇavapucchā         | "Las preguntas de Kappa"          |
| Sn V.11      | Jatukaṇṇīmāṇavapucchā     | "Las preguntas de Jatukaṇṇī"      |
| Sn V.12      | Bhadrāvudhamāṇavapucchā   | "Las preguntas de Bhadrāvudha"    |
| Sn V.13      | Udayamāṇavapucchā         | "Las preguntas de Udaya"          |
| Sn V.14      | Posālamāṇavapucchā        | "Las preguntas de Posāla"         |
| Sn V.15      | Mogharājamāṇavapucchā     | "Las preguntas de Magharāja"      |
| Sn V.16      | Piṅgiyamāṇavapucchā       | "Las preguntas de Piṅgiya"        |
| Epílogo      |                           |                                   |

## Contexto

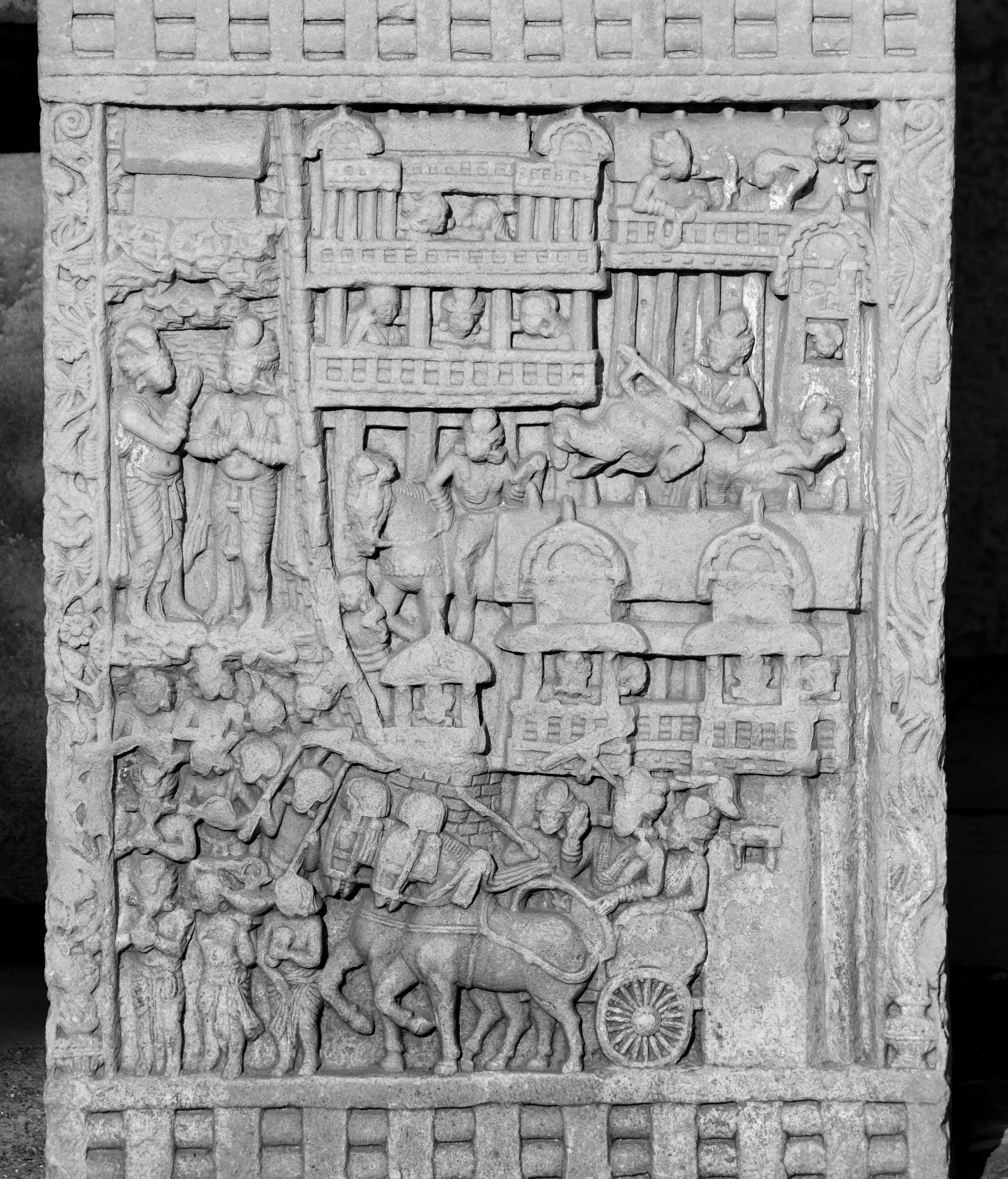
Bimbisara se encuentra con Bussha, Sanchi.

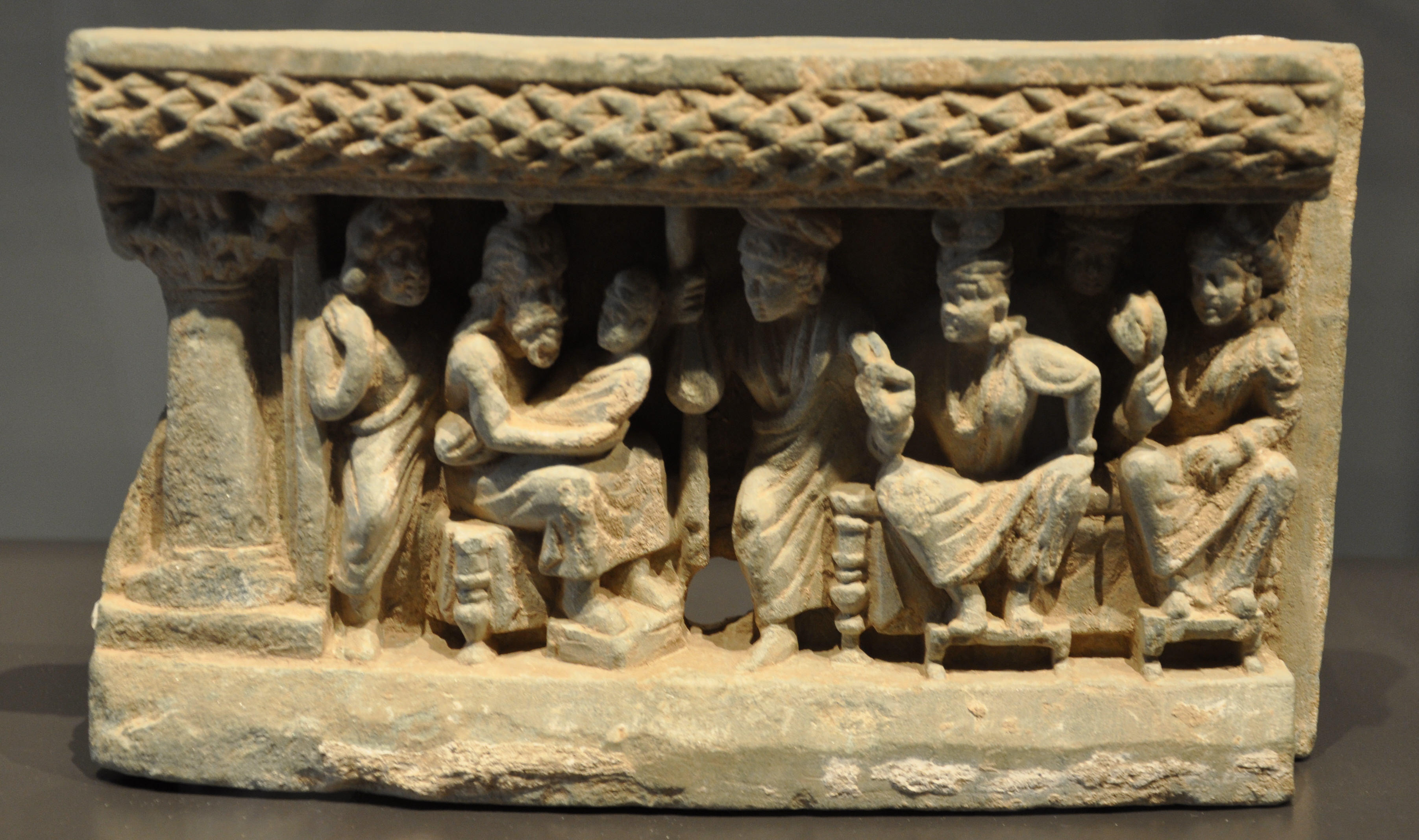
Asita prediciendo la grandeza de Gautama Buda como se describe en Nalaka sutta del sutta nipata. Museo Reitberg.

Algunos académicos creen que estos suttas describen la más antigua de todas las prácticas budistas. Otros, como Bhikkhu Bodhi y KR Norman coinciden en que contiene mucho material antiguo. En el canon budista chino, ha sobrevivido una versión del Aṭṭhakavagga . También sobreviven materiales fragmentarios de una versión sánscrita del Nipata. El Niddesa, un comentario en dos partes sobre el contenido del Atthaka Vagga y porciones del Parayana Vagga, está incluido en el Canon Pali como libro del Khuddaka Nikāya . Este comentario se atribuye tradicionalmente a Śāriputra, y su presencia en el canon se considera como evidencia de la composición relativamente temprana del sutta Nipata. Muchas de las leyendas budistas se originan en sutta nipata, como la predicción de Asita sobre el nacimiento de Gautama Buda en el Nalaka sutta o el legendario encuentro del rey Bimbisara con Gautama Buda.

## Traducciones al inglés
- Los sabios silenciosos de la antigüedad, Suttas del suttanipāta de Ven. Ñāṇadīpa Mahāthera, 2018
- Tr V. Fausbøll, en Sacred Books of the East, volumen X, Clarendon/Oxford, 1881; reimpreso por Motilal Banarsidass, Delhi (? y por Dover, Nueva York)
- Las enseñanzas de Buda son el Sutta-nipāta o Colección de discursos, tr. Robert Chalmers Delhi, India, Motilal Barnasidass Publishers, 1932 (reimpresión en 1997), 300 p.,ISBN 8120813553   .
- Cadencias tejidas de los primeros budistas, transl. por EM Hare. Libros Sagrados de los Budistas vol.15, repr. - Londres: Oxford University Press, 1947 Internet Archive (PDF 11,4 MB)
- El grupo de discursos, tr KR Norman, 1984, Pali Text Society, Bristol; la edición original incluía traducciones alternativas de IB Horner y Walpola Rahula ; estos están actualmente disponibles en la edición de bolsillo con el título The Rhinoceros Horn and Other Early Budist Poems ; la edición actual bajo el título original los omite, pero incluye en su lugar las notas del traductor, no incluidas en el libro de bolsillo
- Tr Saddhatissa, Curzon, Londres/Humanities Press, Nueva York, 1985
- Tr NA Jayawickrama, Universidad de Kelaniya, 2001
- The Discourse Collection Textos seleccionados del sutta Nipata, por John D. Ireland, Access to Insight (edición BCBS), 2013. Disponible para descarga gratuita aquí

## Traducción al alemán
- Tr Nyanaponika, Verlag Beyerlein & Steinschulte, D 95236 Stammbach, Alemania, 3. Auflage 1996

### Citas
1. ↑  Al referirse a los sutras del Sutta Nipāta, se utiliza la abreviatura sensible a mayúsculas "Sn". Esta se distingue de la abreviatura "SN", que tradicionalmente se refiere al Samyutta Nikaya.
2. ↑  «Buddha's Teachings: Being the Sutta-Nipata or Discourse Collection». Motilal Banarsidass Publishing House (en inglés). Consultado el 5 de abril de 2023.
3. ↑  Chaturvedi, N (2012). A Historical and Cultural study of the sutta Nipata. Jaipur: Jaipur Publishing House. p. 5. ISBN 9788180471094.
4. ↑  «Buddha's Teachings: Being the Sutta-Nipata or Discourse Collection». Motilal Banarsidass Publishing House (en inglés). Consultado el 5 de abril de 2023.
5. ↑  «पालि साहित्य का इतिहास | Hindi Book | Paali Saahity Kaa Itihaas - ePustakalay». epustakalay.com (en hi-IN). Consultado el 5 de abril de 2023.
6. ↑  Winternitz, Maurice. A History of Indian Literature: A history of Indian literature (en inglés).
7. ↑  Nakamura, Hajime (1 de enero de 2007). Indian Buddhism: A survey with Bibliographical Notes (en inglés). Motilal Banarsidass. ISBN 978-81-208-0272-8.
8. ↑  Los nombres de los suttas, ortografías y traducciones se toman de Bodhi Bhikku, The Suttanipāta — otros traductores pueden haber hecho elecciones diferentes.
9. ↑  Los nombres de los sutras han sido traducidos del inglés al español con fines educativos; sin embargo, es posible que otros traductores tengan preferencias diferentes.
10. ↑  Donde no se proporciona una traducción, el sutra lleva el nombre de la persona.
11. ↑  Nakamura, Indian Buddhism, Japan, 1980; reprinted by Motilal Banarsidass, Delhi, 1987, 1989, pp. 45-6.
12. ↑  Bodhi, Sutta-Nipāta - The oldest discourses in the Pali Canon (lectures), http://bodhimonastery.org/sutta-nipata.html
13. ↑  Norman, KR. The Rhinoceros Horn and Other Early Buddhist Poems (Sutta-Nipata), 1985.
14. ↑  Hoernle, A. F. Rudolf, The Sutta Nipata in a Sanskrit Version from Eastern Turkestan, The Journal of the Royal Asiatic Society of Great Britain and Ireland (Oct., 1916), pp. 709-732 Published by: Cambridge University Press
15. ↑  Norman, Kenneth Roy (1983). Pali Literature (en inglés). Wiesbaden: Otto Harrassowitz. pp. 63-70. ISBN 3-447-02285-X.